# Temminck-Gleithörnchen
Das Temminck-Gleithörnchen (Petinomys setosus) ist ein Gleithörnchen aus der Gattung der Zwerggleithörnchen (Petinomys). Es kommt auf der Malaiischen Halbinsel sowie auf den Inseln Sumatra und dem nördlichen Borneo vor.

## Merkmale
Das Temminck-Gleithörnchen erreicht eine Kopf-Rumpf-Länge von etwa 11,5 Zentimetern sowie eine Schwanzlänge von etwa 9 bis 11 Zentimetern. Das Gewicht liegt bei etwa 40 Gramm, wobei die Tiere im nördlichen Teil des Verbreitungsgebietes etwas größer und schwerer sind. Die Rücken- und Schwanzfärbung der Tiere ist in der Regel schwarzbraun mit dunkelbrauner Oberseite der Gleithäute. Die Bauchseite ist weißlich, rosafarben oder sandbraun. Die Wangen sind grau, teilweise mit einem rosafarbenen oder weißen Einschlag. Die Tiere der nördlichen Populationen haben graue Schultern sowie eine Gesichtszeichnung, die aus einem schwarzen Augenring und einer Linie zur Nase besteht. Zudem ist bei diesen Tieren die Rückenseite meliert und sie haben eine weiße Schwanzspitze.
Wie alle Zwerggleithörnchen hat es eine behaarte Gleithaut, die Hand- und Fußgelenke miteinander verbindet und durch eine Hautfalte zwischen den Hinterbeinen und dem Schwanzansatz vergrößert wird. Die Gleithaut ist muskulös und am Rand verstärkt, sie kann entsprechend angespannt und erschlafft werden, um die Richtung des Gleitflugs zu kontrollieren.

## Verbreitung

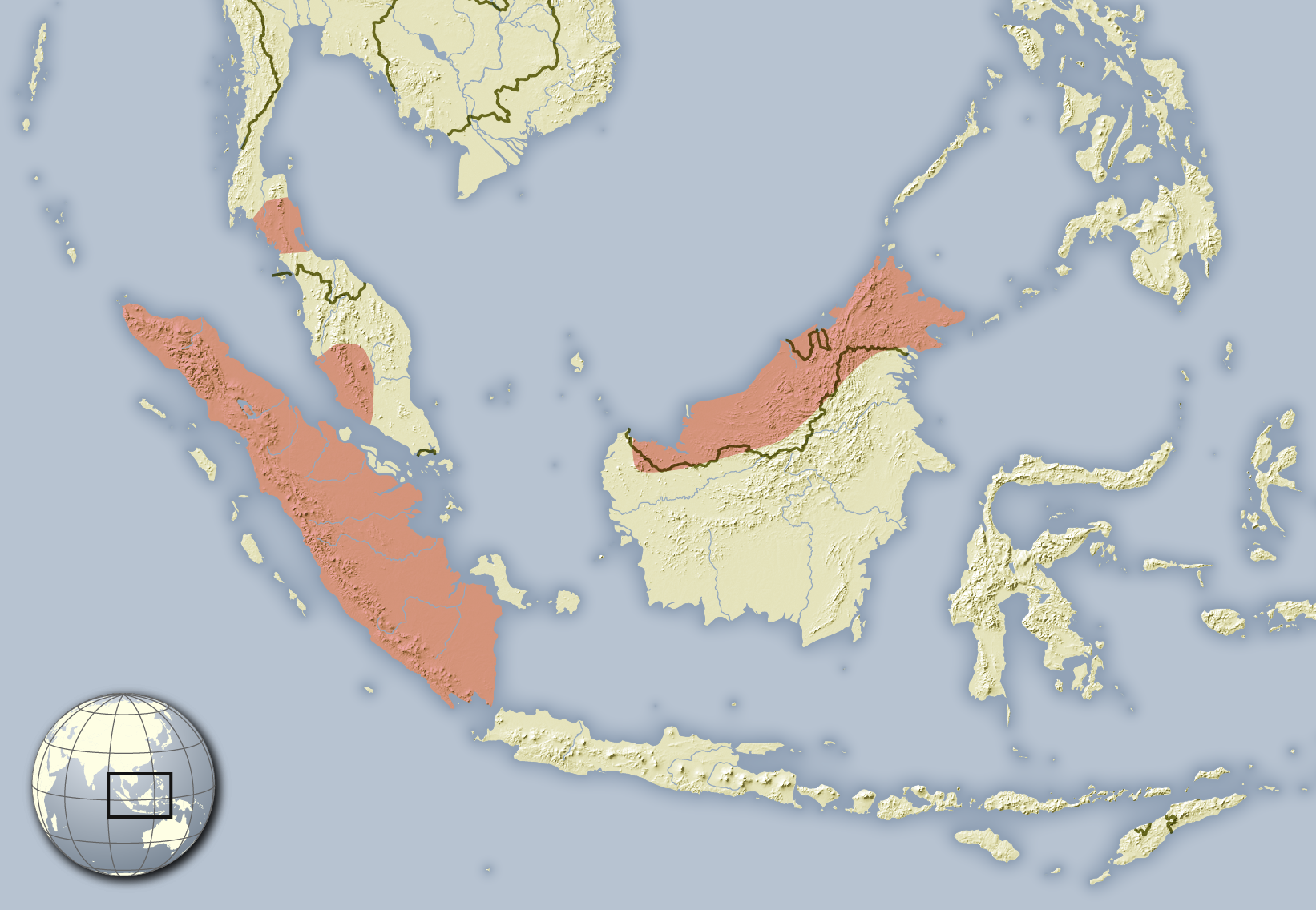
Verbreitungsgebiet des Temminck-Gleithörnchens

Das Temminck-Gleithörnchen lebt südlich des Isthmus von Kra auf der Malaiischen Halbinsel, der Insel Sumatra und dem nördlichen Drittel der Insel Borneo mit den malaysischen Bundesstaaten Sarawak und Sabah und dem Sultanat Brunei.

## Lebensweise
Das Temminck-Gleithörnchen lebt im tropischen Primärwäldern und älteren Sekundärwäldern sowie in Kautschukplantagen. Im Süden lebt es dabei mehr in den feuchten Wäldern der Niederungen, im Norden kann es auch in den trockeneren Wäldern höherer Lagen vorkommen. Über die Lebensweise des Gleithörnchens liegen fast keine Daten und Beobachtungen vor. Es entspricht in seiner Lebensweise wahrscheinlich anderen Gleithörnchen und ist baumlebend, weitestgehend nachtaktiv und ernährt es sich von Pflanzen.

## Systematik
Das Temminck-Gleithörnchen wird als eigenständige Art innerhalb der Gattung der Zwerggleithörnchen (Petinomys) eingeordnet, die insgesamt neun Arten enthält. Die wissenschaftliche Erstbeschreibung stammt von Coenraad Jacob Temminck aus dem Jahr 1844 anhand eines Individuums von der Insel Padang, Indonesien. Innerhalb der Art werden keine Unterarten unterschieden. Lange Zeit galt eine in isolierten Bereichen des südostasiatischen Festlands in Myanmar und Thailand vorkommende Gleithörnchen-Populationen als Unterart des Temminck-Gleithörnchens. Seit 2022/2024 wird sie unter der Bezeichnung Olisthomys morrisi als eigenständige Art und Gattung angesehen.

## Bestand, Gefährdung und Schutz
Das Temminck-Gleithörnchen wird von der International Union for Conservation of Nature and Natural Resources (IUCN) als gefährdet („vulnerable“) gelistet. Begründet wird dieser Status mit dem deutlichen Rückgang der Bestände in der Vergangenheit und absehbaren Zukunft, die größer als 30 % des Bestandes sind. Dieser wird auf den Lebensraumverlust durch die Umwandlung von Wäldern in landwirtschaftliche Flächen sowie den Holzeinschlag vor allem in den südlichen Bereichen des Verbreitungsgebietes zurückgeführt.

## Belege
1. 1 2 3 4 5 6  Richard W. Thorington Jr., John L. Koprowski, Michael A. Steele: Squirrels of the World. Johns Hopkins University Press, Baltimore MD 2012; S. 126–127. ISBN 978-1-4214-0469-1
2. 1 2  Sergei V. Kruskop, Alexei V Abramov, Vladimir S Lebedev u. Anna Andreevna Bannikova: Uncertainties in Systematics of Flying Squirrels (Pteromyini, Rodentia): Implications from a New Record from Vietnam. Juli 2022, Diversity 14(8):610, DOI:10.3390/d14080610
3. 1 2 3  Petinomys setosus in der Roten Liste gefährdeter Arten der IUCN 2014.1. Eingestellt von: C. Francis, J.W. Duckworth, 2008. Abgerufen am 21. Juni 2014.
4. 1 2 3  Don E. Wilson & DeeAnn M. Reeder (Hrsg.): Petinomys setosus in Mammal Species of the World. A Taxonomic and Geographic Reference (3rd ed).
5. ↑  Olisthomys morrisi (T. D. Carter, 1942) in der ASM Mammal Diversity Database